# اونسکول

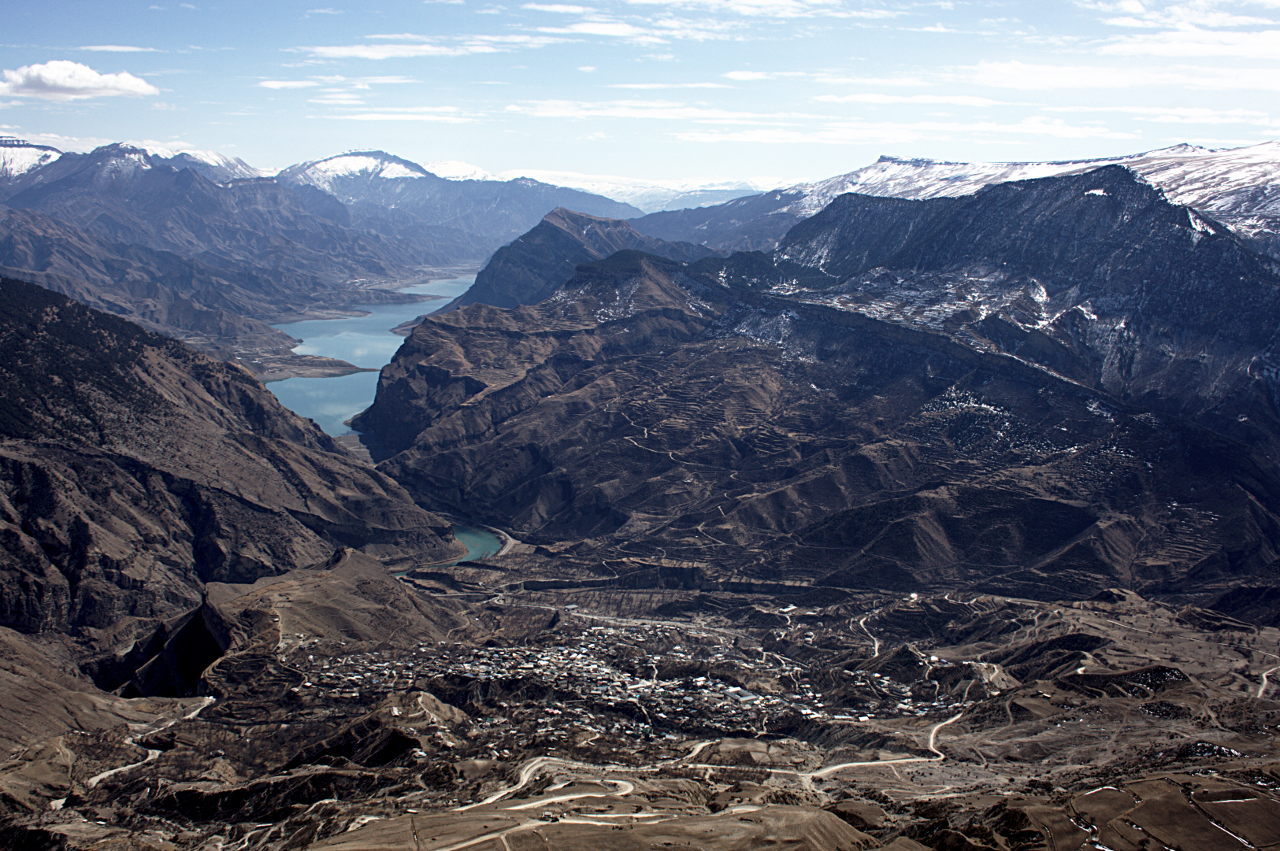
اونسکول و رودخانهٔ آوار کویسو

اونسکول (به روسی: Унцукуль) دهکده‌ای است در جمهوری داغستان روسیه. این دهکده مرکز اداری شهرستان اونسکول در جمهوری داغستان است.